# Fusion (musik)
 For alternative betydninger, se Fusion. (Se også artikler, som begynder med Fusion)
Fusionsmusik - undertiden bare kaldt fusion - er definitionen på en musikstil, hvori en gruppe musikere har blandet elementer fra flere forskellige stilarter i samme musik.
Udtrykket fusion er mest brugt om fusionen mellem jazz og rock, en fusionsstil der havde sin storhedstid fra 1970 til starten af 1980'erne. Udtrykket kan dog benyttes om alle sammenblandinger af forskellige stilarter - f.eks. spillede den danske 1970'er gruppe Buki Yamaz en fusion mellem latinamerikansk musik og funk.

## Jazzrock
Jazzrocken forenede elementer fra jazzen: komposition, improvisation, teknik og musikalsk udtryk - med rockens og popmusikkens evne til nå et bredere publikum og dens brug af elektriske instrumenter, som f.eks. el-bas, synthesizere, forvrænget guitar, hårdtslående trommer og enklere kompositioner.

### Jazzrockens fødsel: Miles Davis
I slutningen af 1960'erne havde den eksperimentelle jazz nået en musikalsk og publikumsmæssig grænse med progressive artister som John Coltrane og Miles Davis.
Fra starten af 1970 chokerede Miles Davis imidlertid jazz-verdenen ved at udsende tre album, som var et massivt brud med hans hidtidige akustiske stil: Fusionsalbummerne Bitches Brew, Live - Evil, og A tribute to Jack Johnson, alle udsendt i 1970.
Miles Davis' nye stil var påvirket af eksperimenterende rockkunstnere som Jimi Hendrix og Frank Zappa. Stilen var tydeligt symboliseret ved Davis' brug af rockmusikkens elektronik, forvrængeren og ekko-pedalen på trompeten, samt de hårdtslående trommer med et tydeligere back-beat på taktslagene 2 og 4, end man var vant til i den akustiske jazz.
Dette signal fra Davis førte til et markant nybrud i hele musikbranchen, både indenfor jazz- og rockmusikken: Fusionen mellem jazz og rock var født. Og med Miles Davis' skifte fulgte en lang række fusionsudgivelser fra en myriade af musikere, både i udlandet og i Danmark.

### Opblomstring
I tiden frem til ca. 1980 var de dominerende fusionskunstnere på verdensscenen guitaristen John McLaughlin, pianisten Joe Zawinul (Weather Report med bl.a. Jaco Pastorius (bas) og Wayne Shorter (sax)), Chick Corea (piano) og Miles Davis' tidligere pianist Herbie Hancock, som introducerede verden for fusionen mellem jazz og funk på sit 1973-album Head Hunters.
I Danmark, som hidtil havde virket som en magnet på repræsentanter for den traditionelle akustiske jazz, begyndte folk som Palle Mikkelborg, Karsten Vogel og Kenneth Knudsen at eksperimentere med jazzrock-fusion i de tidlige 1970'ere. Det er f.eks. tydeligt at høre inspirationen fra Miles Davis' skifte til fusions-jazzrock på Palle Mikkelborg's belgiske kvintet i 1972.
I løbet af 1970'erne blev Danmark rigt på jazzrock fusionskunstnere, som f.eks. Palle Mikkelborg's Entrance, Burnin Red Ivanhoe, Secret Oyster, Kenneth Knudsen's Anima, Aske Bentzon, Kasper Winding, Heavy Joker, Pakhus 1 og Cox Orange, som alle fusionerede den pågående rytmik og elektronikken fra rocken med den komplekse komposition og de lyriske akkorder fra jazzen.
Jazzrock-fusionen var populær i en periode pga. dens gennemslagsevne, men den fik også drøje hug af de ældre traditionalister blandt jazzkendere, da enkle figurer (licks) og store stadionkoncerter ansås at have ødelagt jazzgenren. Instrumentteknologien var også et element, der drev jazz'en hen mod en "mainstream"-identitet.

### Retræte
Fra 1980'erne begyndte jazzrock fusionsmusikken at trække sig tilbage, både i Danmark og i udlandet, idet en ny generation af musikere, inspireret af pop, hip-hop, rap, og punk var vokset frem. Dette var generationen af musikere, der var født i 1950'erne og vokset op med The Beatles og vokalmusikken, og det førte til mange nye fusionsstilarter med vokalen i højsædet, mens den rene instrumentalmusik blev trængt i baggrunden. Mange musikere fusionerede f.eks. den vokale popmusik med jazz og punk til den nye stilart New Wave, f.eks. den engelsk-amerikanske trio The Police.
I Danmark ledsagedes overgangen fra 1970'ernes instrumentale fusionsmusik til 1980'ernes vokalmusik desuden af en ny national bevidsthed. Dette var symboliseret ved det danske fodboldlandsholds opblomstrende succes i internationale turneringer, samtidig med at næsten alle nye danske rock- og popkunstnere, der brød frem i starten af 1980'erne, sang på deres modersmål. Det gjaldt f.eks. kunstnere som Sneakers, Kasper Winding og Tøsedrengene, der alle tidligere havde spillet instrumental fusionsmusik i 1970'erne.

## Kendte fusionsnavne
- Stanley Clarke
- Chick Corea
- Miles Davis
- Al DiMeola
- Herbie Hancock
- Mahavishnu Orchestra
- John McLaughlin
- Jaco Pastorius
- Return to Forever
- Weather Report
- Tony Williams
- Donald Byrd
- Billy Cobham
- Jack DeJohnette
- Jan Hammer
- Jean Luc Ponty
- John Scofield
- Keith and Julie Tippett
- David Torn
- Joe Zawinul